# چاه عمیق حسن زرکانی
چاه عمیق حسن زرکانی یک منطقهٔ مسکونی در ایران است که در دهستان جغتای واقع شده‌است.